# 比格波因特 (密西西比州)
比格波因特（英語：Big Point）是位於美國密西西比州傑克遜縣的普查規定居民點。

## 歷史
比格波因特的郵局於1894年設立，其後於1942年停運。

## 人口
根據2020年美國人口普查的數據，比格波因特的面積為7.61平方千米，皆為陸地。當地共有人口618人，而人口密度為每平方千米81.21人。